# Сокольская, Елена Николаевна
Елена Николаевна Сокольская (род. 4 мая 1966 года, г. Иваново) — певица, композитор (автор шлягера «Ветер с моря дул» — Лауреата телевизионного конкурса «Песня года», 1 канал ТВ); солистка джазовой группы «Collegium Soul»; обладатель Диплома Лауреата Государственной Думы Российской Федерации за участие в выставке «Лучшие проекты России 2009 года» с проектом «Большая Перемена» — «Лучшие фестивали для детей и творческой молодёжи»; руководитель эстрадно-джазового отделения и преподаватель вокала в ДШИ им. Л. В. Собинова и училище культуры города Ярославля; руководитель и дирижёр детского хора «Селена»;

## Биография
Елена Сокольская родилась 4 мая 1966 г. в городе Иваново. С восьми лет ходила в Детскую музыкальную школу № 3 по классу скрипки, через год в класс фортепиано.
В 1984 году поступила в Ивановское музыкальное училище на дирижерско-хоровое отделение, которое в 1988 г. с отличием окончила.
1983—1987 — солистка различных ВИА (г. Иваново).
1990—1992— руководитель и солистка ВИА «Джулия» посёлка Куликово Ивановского района Ивановской области (там же работает в школе учителем музыки на протяжении 7 лет).
С 1992 г. работает самостоятельно в студии «Ноктюрн» (г. Иваново), записывая оркестровые аранжировки своих песен на собственные тексты и тексты поэтессы Галины Волковой (г. Кохма), с которой сотрудничает. Участница передач ТВ «РТР», «Петербург-5 канал», ВР «Маяк», Ивановского областного ТВ и РВ.
1993 — Финалистка IV Международного телевизионного фестиваля популярной музыки «Шлягер-93» (г. Санкт-Петербург, ГТРК «Петербург — 5 канал»).
1995 г. — Победитель Всероссийского телевизионного конкурса композиторов на создание лучшей песни для детей «Золотой ключик-95» (г. Москва, ВГТРК «РТР» с песней «Колыбельная»).
1996 г. — руководитель вокальной студии Ивановского областного общественного объединения творческих работников «Селена».
1998 г. — Лауреат Международного фестиваля женского творчества «WWW-98» (Великобритания), как эстрадно-джазовая певица. В этот же год возвращается в Иваново, работает учителем музыки в школе № 54 на протяжении 10 лет, пишет сценарии и музыку.
1999 г. — Лауреат теле-фестиваля «Песня года из ХХ в XXI век» («Песня года — 99») (г. Москва, «ОРТ» — за песню-шлягер «Ветер с моря дул» в исполнении певицы Натали).
Начиная с 90-х годов участвует в работе жюри областных конкурсов эстрадной песни «Шанс», «Утренняя звезда», и российского конкурса детской песни «Домисолька».
С 1997 г. сотрудничает с вокальным коллективом «А+Б» (руководитель Т. В. Охомуш).
С 1997 г. работает над созданием рекламных аудио роликов по заказу рекламной службы «Русское радио» (Иваново) и рекламной студии «SV-Мастер» как певица и в 1999 году как автор музыки, текстов и аранжировок по заказу рекламной службы «Европа +» (Иваново), «Авто радио» (с 2004 г.) и рекламного агентства «Сервис-TV».
1999 г. — преподаватель класса эстрадного вокала ДМШ № 1 г. Иваново.
Автор сборников авторских песен: «Мой парус» (1998, 2000), мюзикла «Рождественские сюрпризы» (в двух частях на стихи Л. Р. Сёминой) (1999), «Ветер с моря дул» (2000).
В 2003 году выпущен сборник песен-распевок на английском языке (с диском фонограмм) для детей «Songs in pictures».
В 2003 году с отличием окончила Владимирский педагогический университет музыкальный факультет по специальности учитель музыки.
В 2003 году поступает в аспирантуру Московского педагогического государственного университета, на кафедру теории и истории музыки (руководитель — кандидат искусствоведения, профессор Ройтерштейн Михаэль Иосифович). Занимается диссертационным исследованием проблемы «Влияния общения с композитором на процесс музыкального воспитания детей».
В 2004 году выпущен сборник песен для эстрады (с фонограммами) — «Заснеженный причал» и сборник струнных квартетов для учащихся детских музыкальных школ «Старинные танцы в ритмах XXI века».
2004—2005 гг. мюзикл «Рождественские сюрпризы» с успехом проходит на сцене Детской школы искусств города Котлас и завоёвывает диплом первой степени среди театральных коллективов на российском конкурсе.
В 2005 году выходит в свет сборник эстрадных песен и оркестровых фонограмм «Дарите музыку».
В июне 2006 года выпущен сборник песен (с фонограммами) для эстрады «Пусть рояль не молчит».
С 2007 года ежегодно проводит Общенациональный фестиваль-конкурс творческих дарований «Большая Перемена» в Ярославле и в Туапсе.
С января 2007 года возглавляет эстрадно-джазовое отделение, преподаёт вокал и руководит хором в Детской школе искусств им. Л. В. Собинова в Ярославле.
1 декабря 2009 года в Совете Федерации состоялось вручение Елене Сокольской Диплома Лауреата Государственной Думы и Правительства РФ «Лучшие проекты России за 2009 год». Диплом вручён за победу в выставке «Креативная Россия», проводимой при поддержке Комитета по культуре ГД РФ. На выставку был представлен проект Общенационального фестиваля-конкурса творческих дарований «Большая Перемена».
В феврале 2010 года вышли из печати сборники Е. Сокольской: «Практическая школа эстрадно-джазового пения — часть II», «Русские народные песни для детей», «Мини-опера для детей „Сны“».
Июль 2010 года Сочи. Международный Фестиваль-Конкурс «Короли Сцены 2010» присудил композитору Елене Сокольской Диплом «Гран-При» за песню «Встряхнись и разомнись, мама».
Сентябрь — декабрь 2011 года: подготовка к премьере Мюзикла «Рождественские сюрпризы» (музыка Е. Сокольская, сценарий Л. Сёмина, Аранжировка P.Faster). Премьера состоялась 7 января 2012 года в ДК им. А. М. Добрынина, в г. Ярославле.
28 декабря 2012 года — издание сборника авторских песен с оркестровыми аранжировками «Разноцветный мир».
Ноябрь-декабрь 2013 года: сочинение музыки к мюзиклу по мотивам повести Стивенсона «Остров Сокровищ».
26-27 декабря 2015 г. — премьерный показ мюзикла «Потерялся Новый Год» на сцене Городского концертного зала.
01 февраля 2019 года — Елена Сокольская заняла 2 место на национальном открытом конкурсе «Хоровая лаборатория. 21 век» в номинации «Произведения фольклорного направления».
Май 2020 года — Зрители телеканала «ПОБЕДА» выбрали победителей Открытого Всероссийского онлайн-фестиваля «Спасибо за Победу!». Победители в номинации «Кавер-песни»: От 45 лет и старше 3 место Елена Сокольская — Ярославль (Россия) — «От героев былых времён».
Август 2020 года — Победа в конкурсе на создание лучшей песни про Ярославль к 1010-летию города. Первое место заняла песня Елены Сокольской и Полины Виноградовой «Ты мой берег — моя Ярославия!»
26 марта 2022 года — Преподаватель хоровых дисциплин Ярославской детской школы искусств им. Л. В. Собинова Елена Сокольская приняла участие в кадровом проекте «Ярославский резерв».
27 февраля 2024 года — Шесть альбомов Елены Сокольской: «В детстве всё бывает», мюзикл «Остров Сокровищ», «Мюзикл «Рождественские сюрпризы», «Хочешь, я спою тебе», «Праздник Песни» и распевки на английском «Songs in pictures» вышли на стриминговых платформах ВКонтакте, Яндекс.Музыка, Сберзвук, Youtube, Apple-music.

## Научная деятельность
Опубликована статья "Проблемы и перспективы формирования национального менталитета средствами художественно-эстетического воспитания
личности ребёнка на рубеже XX-XXI веков" в научном рецензируемом журнале «Известия Балтийской государственной академии рыбопромыслового флота: психолого-педагогические науки»

## Методические разработки
Елена Сокольская записала видео-уроки для занятий дома. На первом занятии предлагаются вокальные упражнения — распевки2

## Репортажи
1 февраля 2019 года: Ярославский педагог признан одним из лучших композиторов России.